# Lieu historique national de la Maison-Maillou
La maison Maillou est une maison située dans la Haute-Ville de Québec qui a été construite en 1737et appartient à l'Agence Parcs Canada. Elle a été désignée lieu historique national du Canada en 1958 et classée édifice fédéral du patrimoine en 1990.

## Histoire
La maison Maillou a été construite en 1737 par Jean-Baptiste Maillou comme étant une maison d'un étage. Ce dernier, qui était de son vivant important propriétaire foncier, l'a habité jusqu'à sa mort en 1753. Elle fut ensuite la propriété de l'officier Louis Liénard de Beaujeu de Villemonde de 1754 à 1766 qui la louait à d'autres officiers. Après la guerre de la Conquête elle servit de lieu de rencontre au conseil militaire britannique qui était chargé d'administrer les territoires conquis de 1760 à 1764. Elle est la propriété d'Antoine Juchereau Duchesnay, le beau-fils de Villemonde, de 1766 à 1785. C'est lui qui ajoute le second étage vers 1767. Le rez-de-chaussée est agrandi en 1799 et l'agrandissement reçoit un étage en 1805. Le gouvernement britannique achète la propriété en 1815 pour l'administration de l'armée. Une annexe de trois étages est ajoutée à l'arrière entre 1828 et 1831. La maison est restaurée en 1959 et 1960.